# Mowlid Wisaitow
Mowlid Alerojewicz Wisaitow, właśc. Visaitov Mohʹmada k‡ant Movlad (ros. Мовлид Алероевич Висаитов, ur. 30 kwietnia?/13 maja 1914 we wsi Niżnij Naur w okręgu groznienskim w obwodzie tereckim, zm. 23 maja 1986 w Groznym) – podpułkownik Armii Czerwonej, Bohater Związku Radzieckiego (1990).

## Życiorys
Był narodowości czeczeńskiej. W 1932 ukończył technikum w Groznym, pracował jako kierownik sklepu, od października 1932 służył w Armii Czerwonej, w listopadzie 1935 ukończył szkołę wojskową w Ordżonikidze (obecnie Władykaukaz). Był dowódcą plutonu kawalerii i dowódcą szwadronu w Kijowskim Okręgu Wojskowym, we wrześniu 1939 brał udział w agresji ZSRR na Polskę, do końca 1940 dowodził szwadronem w Kijowskim Specjalnym Okręgu Wojskowym, w maju 1941 skończył kawaleryjskie kursy doskonalenia kadry dowódczej w Nowoczerkasku i został komendantem szkoły pułkowej 34 pułku kawalerii w Kijowskim Specjalnym Okręgu Wojskowym. Od czerwca do lipca 1941 jako dowódca szwadronu brał udział w walkach obronnych na Ukrainie po ataku Niemiec na ZSRR, 24 lipca 1941 został ranny i trafił do szpitala, w sierpniu-wrześniu 1941 dowodził samodzielnym batalionem 206 Dywizji Strzeleckiej Frontu Południowo-Zachodniego, uczestniczył w walkach o Rostów nad Donem, w listopadzie 1941 został ciężko ranny i odesłany do szpitala w Piatigorsku. W marcu 1942 został szefem sztabu pułku kawalerii, od maja do października 1942 dowodził 255 samodzielnym pułkiem kawalerii, od października 1942 do stycznia 1943 samodzielnym dywizjonem 4 Korpusu Kawalerii, od maja do sierpnia 1942 walczył na Froncie Północno-Kaukaskim, a od sierpnia 1942 do stycznia 1943 Stalingradzkim, brał udział w bitwie pod Stalingradem. W styczniu 1943 został kierownikiem kursów kawalerii młodszych poruczników Frontu Południowego, od września 1943 do maja 1944 był pomocnikiem i starszym pomocnikiem inspektora kawalerii Zarządu Frontu Południowego/4 Ukraińskiego, uczestniczył w operacji rostowskiej, donbaskiej i krymskiej, od maja do września 1944 pozostawał w rezerwie Głównego Zarządu Kawalerii Armii Czerwonej w związku ze swoją narodowością. We wrześniu 1944 został pomocnikiem dowódcy 23 gwardyjskiego pułku kawalerii, od grudnia 1944 do maja 1945 dowodził 28 gwardyjskim pułkiem kawalerii, we wrześniu-październiku i od grudnia 1944 do maja 1945 1944 walczył na 2, a od października do grudnia 1944 3 Froncie Białoruskim, uczestniczył w operacji mławsko-elbląskiej, pomorskiej i berlińskiej. Szczególnie wyróżnił się podczas operacji berlińskiej 27 kwietnia 1945, gdy przyczynił się do przełamania obrony przeciwnika w rejonie miasta Schwedt/Oder, następnie zajął miasto Rheinsberg, a 2 maja 1945 nad Łabą spotkał się z wojskami angielsko-amerykańskimi. Od lipca 1945 do września 1946 studiował w Akademii Wojskowej im. Frunzego, we wrześniu 1946 został przeniesiony do rezerwy w stopniu podpułkownika, mieszkał w mieście Frunze (obecnie Biszkek), w 1957 wrócił do Czeczenii, później mieszkał w Groznym, gdzie zmarł. W Groznym postawiono jego pomnik. Jego imieniem nazwano ulice w Groznym, Nazraniu i innych miejscowościach.

## Odznaczenia
- Złota Gwiazda Bohatera Związku Radzieckiego (pośmiertnie, 5 maja 1990)
- Order Lenina (29 czerwca 1945 i pośmiertnie 5 maja 1990)
- Order Czerwonego Sztandaru (29 grudnia 1941)
- Order Suworowa III klasy (17 lutego 1945)
- Order Wojny Ojczyźnianej I klasy (11 marca 1985)
- Order Czerwonej Gwiazdy (6 listopada 1943)
- Medal „Za zasługi bojowe” (3 listopada 1944)
- Legia Zasługi II klasy (USA (1945)

Medale ZSRR i medal polski.